# Harry Benham
Harry Benham (ur. 26 lutego 1884, zm. 17 lipca 1969) – amerykański aktor epoki kina niemego.

## Filmografia
- The Old Curiosity Shop (1911)
- The Mummy (1911)
- The Regimental Ball (1911)
- Get Rich Quick (1911) .... Undetermined Role
- The Rescue of Mr. Henpeck (1911) .... Mr. Henpeck
- The Smuggler (1911) .... The Secret Service Man
- David Copperfield (1911)
- The Satyr and the Lady (1911) .... The Artist
- Their Burglar (1911) .... Jack
- The Missing Heir (1911) .... The Policeman
- The Lady from the Sea (1911)
- The Tomboy (1911) .... The Guardian
- Cinderella (1911) .... The Prince
- She (1911)
- The Expert's Report (1911) .... The Oil Expert
- Dr. Jekyll and Mr. Hyde (1912)  .... Mr. Hyde (niektóre sceny)
- Her Ladyship's Page (1912)
- East Lynne (1912)
- The Poacher (1912) .... The Poacher
- Nicholas Nickleby (1912) .... Nicholas Nickleby
- An Easy Mark (1912) .... The Crook
- The Baby Bride (1912) .... The Bachelor
- Dora Thorne (1912) .... Lord Rowland
- Jilted (1912) .... The Fiancé
- Her Secret (1912) .... The Loyal Sister's Husband
- Why Tom Signed the Pledge (1912) .... Tom, the Deacon's Son
- In Blossom Time (1912)
- The Professor's Son (1912) .... The Professor
- Out of the Dark (1912)
- Under Two Flags (1912/I)
- The Finger of Scorn (1912) .... The Drummer
- The Portrait of Lady Anne (1912) .... Lady Anne's Suitor in 1912
- The Merchant of Venice (1912) .... Bassanio
- Big Sister (1912)
- The Wrecked Taxi (1912)
- When a Count Counted (1912) .... The Young Law Clerk, Her Sweetheart
- Letters of a Lifetime (1912) .... The Brother
- The Warning (1912) .... The Father
- Miss Robinson Crusoe (1912) .... The American
- Dotty, the Dancer (1912) .... Mademoiselle Cleo
- In a Garden (1912) .... The Quarrel Maker
- The Ladder of Life (1912) .... The Poor Man, as an Adult
- A Noise Like a Fortune (1912) .... The Young Farmer
- In Time of Peril (1912) .... The Engineer
- Miss Taku of Tokyo (1912) .... Jack, the Son
- The Forest Rose (1912)
- A Romance of the U.S.N. (1912) .... The Sailor
- At Liberty—Good Press Agent (1912)
- Aurora Floyd (1912)
- Brains vs. Brawn (1912)
- The Repeater (1912)
- The Star of Bethlehem (1912)
- The Boomerang (1913/III)
- Sherlock Holmes Solves the Sign of the Four (1913)
- Just a Shabby Doll (1913)
- King René's Daughter (1913)
- Little Dorrit (1913)
- The Girl of the Cabaret (1913)
- The Medium's Nemesis (1913)
- Robin Hood (1913) .... Alan-a-Dale
- Moths (1913) .... Correze
- The Children's Hour (1913)
- He Couldn't Lose (1913)
- Baby's Joy Ride (1913)
- A Clothes-Line Quarrel (1913)
- What Might Have Been (1913)
- A Beauty Parlor Graduate (1913)
- An Orphan's Romance (1913)
- Pamela Congreve (1914)
- Frou Frou (1914)
- Their Golden Wedding (1914)
- The Runaway Princess (1914)
- Coals of Fire (1914)
- Her Love Letters (1914)
- The Elevator Man (1914)
- The Success of Selfishness (1914)
- The Golden Cross (1914)
- The Scientist's Doll (1914)
- The Miser's Reversion (1914)
- When Sorrow Fades (1914)
- Repentance (1914)
- The Musician's Daughter (1914)
- The Infant Heart Snatcher (1914)
- A Woman's Loyalty (1914)
- Was She Right in Forgiving Him? (1914)
- Rivalry (1914)
- The Girl Across the Hall (1914)
- The Man Without Fear (1914)
- The Harlow Handicap (1914)
- Harry's Waterloo (1914)
- Stronger Than Death (1914)
- Gold (1914)
- The Mettle of a Man (1914)
- The Harvest of Regrets (1914)
- The Trail of the Love-Lorn (1914)
- The Rescue (1914/I)
- Zudora (1914) .... John Storm
- Mrs. Van Ruyter's Stratagem (1914)
- Graft vs. Love (1915)
- The Heart of the Princess Marsari (1915)
- Daughter of Kings (1915)
- The Girl of the Sea (1915)
- A Freight Car Honeymoon (1915)
- The Country Girl (1915/I)
- Madame Blanche, Beauty Doctor (1915)
- His Two Patients (1915)
- When the Fleet Sailed (1915)
- When Hungry Hamlet Fled (1915)
- Helen's Babies (1915)
- The Scoop at Bellville (1915)
- The Man Inside (1916)
- The Path of Happiness (1916)
- The Doll Doctor (1916)
- Mignonette (1916)
- Held for Damages (1916)
- Through Flames to Love (1916)
- The Capital Prize (1916)
- Her Wonderful Secret (1916)
- A College Boomerang (1916)
- The Heart Wrecker (1916)
- Peggy and the Law (1916)
- The Clever Mrs. Carter (1916)
- The Little Grey Mouse (1916)
- Love's Masquerade (1916)
- The Angel of the Attic (1916)
- The Girl Who Didn't Tell (1916)
- The Mischief Maker (1916)
- Pamela's Past (1916)
- Toto of the Byways (1916)
- Souls United (1917)
- When Thieves Fall Out (1917)
- The Dancer's Peril (1917)
- When You and I Were Young (1917)
- The Last of the Carnabys (1917)
- Putting the Bee in Herbert (1917)
- The Outsider (1917)
- The Victim (1917)
- Convict 993 (1918)
- Cecilia of the Pink Roses (1918)
- The Love Craze (1918)
- The Prey (1920)
- For Love or Money (1920)
- The Dangerous Paradise (1920)
- Polly with a Past (1920)
- Hush Money (1921)
- The Road to Arcady (1922)
- Your Best Friend (1922)
- The Town That Forgot God (1922)